# Pieter Cornelis Hasselaer

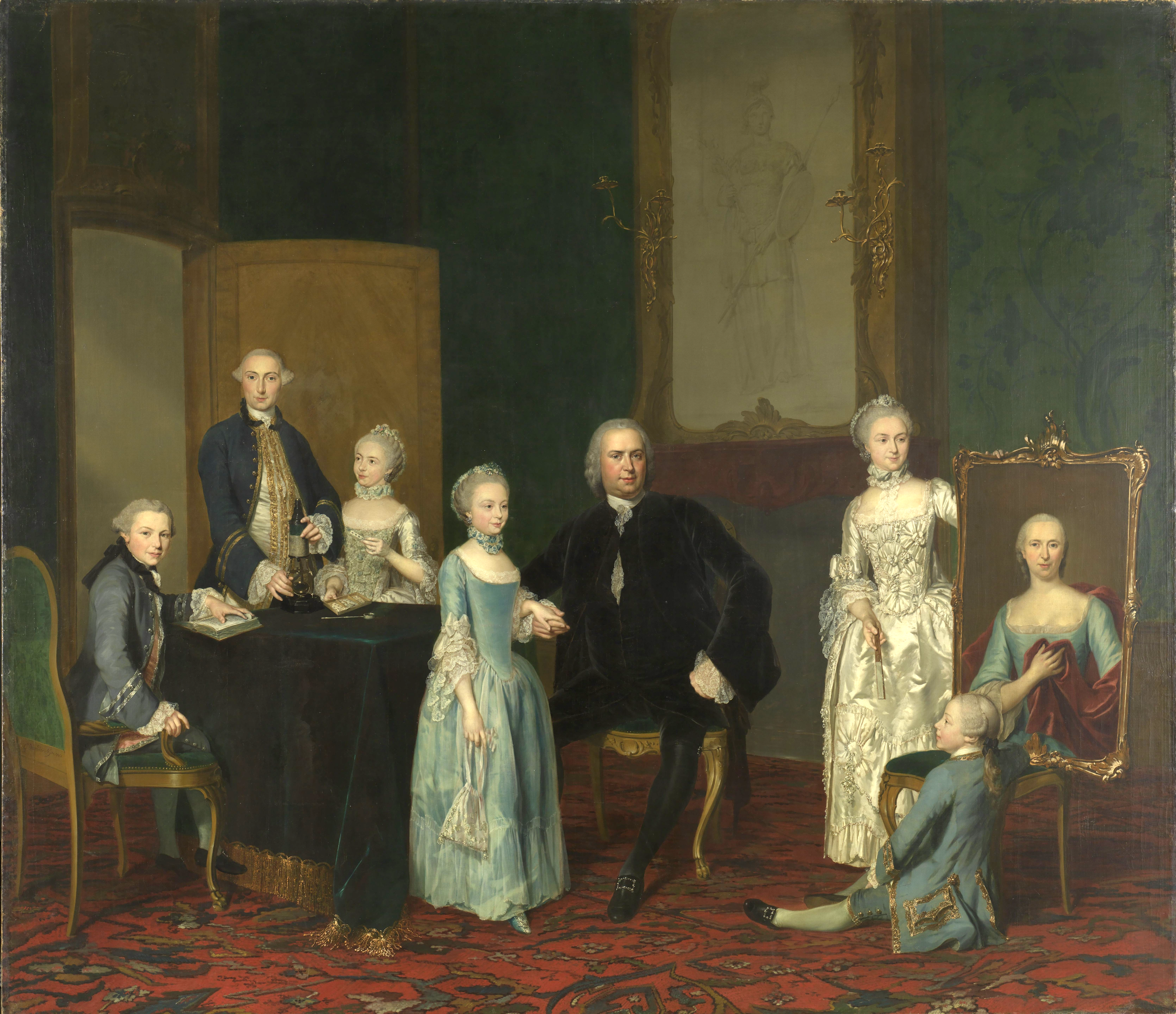
Pieter Cornelis Hasselaer met familie in 1763 (Rijksmuseum Amsterdam)

Pieter Cornelis Hasselaer ook: Pieter Cornelis Hasselaar (Batavia, 24 maart 1720 - 27 april 1796) was acht keer burgemeester van Amsterdam en was heer van de ambachtsheerlijkheid Eemnes-Binnen en -Buiten. Pieter Cornelis was tevens directeur van de Bank Courant en Bank van Lening. Hij was eigenaar van kasteel Groeneveld in Baarn en initiator van veranderingen in landschapsstijl. In 1739 erft hij het landgoed Groeneveld. Pieter raakt echter in geldnood en verkoopt Groeneveld in 1755.

## Indië
In 1740 werd hij regent van het Burgerweeshuis. Zijn eerste adres was in de Doelenstraat, tussen 1751 en 1755 aan de Kloveniersburgwal. Na een studie tot meester in de rechten werd hij in 1746 commissaris voor de inning van de honderdste penning, en twee jaar later commissaris van huwelijkse zaken. In 1749 werd hij benoemd als schepen en in 1754 ook als raadslid in de vroedschap van Amsterdam. Op 6 december 1755 ging hij naar Texel en van daar uit op 2 februari 1756 voor één jaar als waterfiskaal naar Oost-Indië. Hasselaer werd in maart 1757 resident van Cheribon, in 1765 extraordinaris raadslid en in 1771 lid van de Raad van Indië.
In 1772 kwam hij terug in Nederland. In februari 1773 werd hij benoemd als burgemeester van Amsterdam. Een jaar later werd hij in Gooiland rechter in zaken aangaande houtvesterij. In 1777 werd hij gekozen tot bewindhebber van de Oost-Indische Compagnie. Op 19 januari 1795 werd hij met zijn drie medeburgemeesters Elias, Huydecoper en Matthijs Straalman uit zijn ambt ontslagen in het begin van de democratische Franse tijd.

## Familie
Hasselaer kwam uit dezelfde familie als de Haarlemse Kenau Simonsdochter Hasselaer en haar neef Pieter Dircksz. Hasselaer, bierbrouwer en schepen in Amsterdam.
Hij trouwde driemaal: op 12 april 1740 met Clara Wendela Sautijn, die op 18 januari 1756 stierf in Amsterdam, terwijl hij op de rede van Texel wachtte op zijn schip naar Indië. Met haar kreeg hij twee kinderen, Henk Nicolaas en Geertrui Margaretha. Op 24 april 1757 hertrouwde hij met Geertruida Margaretha Mossel. Zijn derde huwelijk werd voltrokken op 10 oktober 1773 met Laurentia Clara Elisabeth van Haeften.
Een familieportret, geschilderd door George van der Mijn (1763), wordt bewaard in het Rijksmuseum in Amsterdam.